# بيتر ويليم كورتالس
كان بيتر ويليم كورتالس (1 سبتمبر 1807، أمستردام - مارس 1892، هارلم) عالم نبات هولنديًا. عمل كورتالس عالم نبات الرسمي لدى دائرة الهند الشرقية الهولندية من عام 1831 إلى عام 1836. ومن بين اكتشافاته العديدة نبات القرطوم الطبي (Mitragyna speciosa).: في صفحة 59. كتب كورتالس أول دراسة شاملة عن نباتات الإبريق الاستوائية بعنوان "عن جنس نبات النابنط، Over het geslacht Nepenthes" ونُشرت عام 1839.
أطلق كارل لودفيغ بلوم اسم الجنس النباتي Korthalsia (من الفصيلة النخلية) على اسم كورتالس، وقدم فيليب إدوارد ليون فان تيغهيم اسم الجنس Korthalsella (من الفصيلة الصندلية) تكريمًا له. كما سُمي النوع Bulbophyllum korthalsii باسمه.